# Резолюція Генеральної Асамблеї ООН 78/221
Резолю́ція Генера́льної Асамбле́ї ОО́Н 78/221 «Ситуація з правами людини на тимчасово окупованих територіях України, включаючи Автономну Республіку Крим та місто Севастополь» — восьма резолюція про становище в галузі прав людини на тимчасово окупованих територіях України, ухвалена 19 грудня 2023 року відкритим голосуванням держав-членів ООН 78 голосами проти 15 при 79 утриманих на 78-й сесії Генеральної Асамблеї. Документ повторює зміст попередніх резолюцій 2016 – 2022 років (71/205, 72/190, 73/263, 74/168, 75/192, 76/179, 77/229) та додатково засуджує триваючу окупацію Росією частини території України, включаючи окремих районів Херсонської, Запорізької, Донецької та Луганської областей, і підтверджує невизнання анексії цих територій, а також містить оновлені факти про грубі порушення прав людини з боку окупантів, зокрема з урахуванням російської агресії з 2022 року.

## Голосування
Проєкт резолюції A/C.3/78/L.42, який запропонували 31 жовтня 2023 року 42 держави-члени ООН, а 15 листопада до співавторства долучилися ще 8 держав (напівжирним шрифтом), ухвалили 15 листопада на 53 засіданні Третього  комітету 77 голосами проти 14 при 79 утриманих та 19 грудня на 50 пленарному засіданні 78-ї сесії Генеральної Асамблеї кваліфікованою більшістю присутніх як A/RES/78/221:
| Голос         | Кількість | Держави-члени Організації Об'єднаних Націй |
| ------------- | --------- | --- |
| За            | 78        | Австралія, Австрія, Албанія, Андорра, Аргентина, Багамські Острови, Барбадос, Беліз, Бельгія, Болгарія, Боснія і Герцеговина, Бутан, Вануату, Велика Британія, Гаяна, Гватемала, Греція, Грузія, Данія, Домініканська Республіка, Еквадор, Естонія, Ізраїль, Ірландія, Ісландія, Іспанія, Італія, Кабо-Верде, Канада, Кіпр, Кірибаті, Коста-Рика, Латвія, Литва, Ліхтенштейн, Люксембург, М'янма, Мальта, Маршаллові Острови, Молдова, Монако, Нідерланди, Німеччина, Нова Зеландія, Норвегія, Палау, Панама, Папуа Нова Гвінея, Південна Корея, Північна Македонія, Польща, Португалія, Румунія, Самоа, Сан-Марино, Сейшельські Острови, Словаччина, Словенія, Сполучені Штати Америки, Суринам, Східний Тимор, Сьєрра-Леоне, Тувалу, Туреччина, Угорщина, Україна, Уругвай, Федеративні Штати Мікронезії, Фінляндія, Франція, Хорватія, Чехія, Чилі, Чорногорія, Швейцарія, Швеція, Ямайка, Японія |
| Проти         | 15        | Білорусь, Бурунді, Гондурас, Еритрея, Зімбабве, Іран, Китайська Народна Республіка, Куба, Малі, Нігер, Нікарагуа, Північна Корея, Росія, Сирія, Судан |
| Утрималися    | 79        | Алжир, Ангола, Антигуа і Барбуда, Бангладеш, Бахрейн, Бенін, Болівія, Ботсвана, Бразилія, Бруней, В'єтнам, Вірменія, Габон, Гана, Гвінея-Бісау, Гвінея, Гренада, Джибуті, Ефіопія, Єгипет, Ємен, Замбія, Індія, Індонезія, Ірак, Йорданія, Камбоджа, Камерун, Катар, Кенія, Киргизстан, Колумбія, Кот-д'Івуар, Кувейт, Лаос, Лесото, Ліван, Лівія, Маврикій, Мавританія, Мадагаскар, Малаві, Малайзія, Мальдіви, Мексика, Мозамбік, Монголія, Намібія, Непал, Нігерія, Об'єднані Арабські Емірати, Оман, Пакистан, Парагвай, Перу, Південний Судан, Південно-Африканська Республіка, Республіка Конго, Руанда, Сальвадор, Саудівська Аравія, Сенегал, Сент-Вінсент і Гренадини, Сент-Кіттс і Невіс, Сент-Люсія, Сербія, Сінгапур, Соломонові Острови, Таджикистан, Таїланд, Танзанія, Того, Тонга, Тринідад і Тобаго, Туніс, Уганда, Філіппіни, Центральноафриканська Республіка, Шрі-Ланка          |
| Не голосували | 21        | Азербайджан, Афганістан, Буркіна-Фасо, Венесуела, Гаїті, Гамбія, Демократична Республіка Конго, Домініка, Екваторіальна Гвінея, Есватіні, Казахстан, Коморські Острови, Ліберія, Марокко, Науру, Сан-Томе і Принсіпі, Сомалі, Туркменістан, Узбекистан, Фіджі, Чад |
| Всього        | 193       | |